# محمد خزناجي
محمد خزناجي أو محمد الخزناجي هو داي الجزائر الذي حكم أياماً قليلة خلال عام 1815 خلال فترة حافلة بالأحداث. كان خازنجي وزير الداي الذي سلفه، السيد الحاج علي الذي حكم من عام 1809 إلى 1815. بعد اغتيال الداى الحاج علي،  عُيَّن بالتزكية من السكان، ولكن انتهى به الأمر إلى إلقاء القبض عليه ثم إعدامه بعد بضعة أيام. في الواقع، خلال فترة ولايته كخزناجي وداي، وجد مخالفة في الميليشيا وحاول التصرف، مما تسبب في انتقام بعض الانكشاريين، حكم 16 يومًا فقط.